# Брызгунов, Николай Егорович
Николай Егорович Брызгунов — бригадир кузнецов — штамповщиков Волгоградского тракторного завода имени Дзержинского, Герой Социалистического Труда.

## Биография
Родился 25 сентября 1937 года на хуторе Булгаков Среднеахтубинского района Сталинградского края.
Окончил 7-летнюю сельскую школу и работал учётчиком и заправщиком машинно-тракторной станции (МТС) в тракторной бригаде, обслуживавшей четыре колхоза.
В 1955 году уехал в Сталинград и после учёбы в ремесленном училище № 8 в 1957 г. поступил на тракторный завод в кузнечный цех.
Сначала работал подручным, потом кузнецом и бригадиром комсомольско-молодёжной бригады.
По итогам семилетки (1959—1965) награждён двумя медалями «За трудовую доблесть» (28.05.1960; 26.04.1963) и орденом «Знак Почёта» (05.08.1966), в 8-й пятилетке (1966—1970) — орденом Ленина (05.04.1971).
Указом Президиума Верховного Совета СССР от 7 июня 1977 года за выдающиеся производственные успехи, достигнутые в выполнении плана на 1976 год и принятых социалистических обязательств, присвоено звание Героя Социалистического Труда с вручением ордена Ленина и золотой медали «Серп и Молот».
Работал на Волгоградском тракторном заводе до выхода на пенсию в 2001 году.
Умер 3 апреля 2022 года. В Волгограде на доме, в котором он жил, установлена мемориальная доска.